# Ardisia escallonioides
Ardisia escallonioides là một loài thực vật có hoa trong họ Anh thảo. Loài này được Schltdl. & Cham. mô tả khoa học đầu tiên năm 1831.

## Hình ảnh

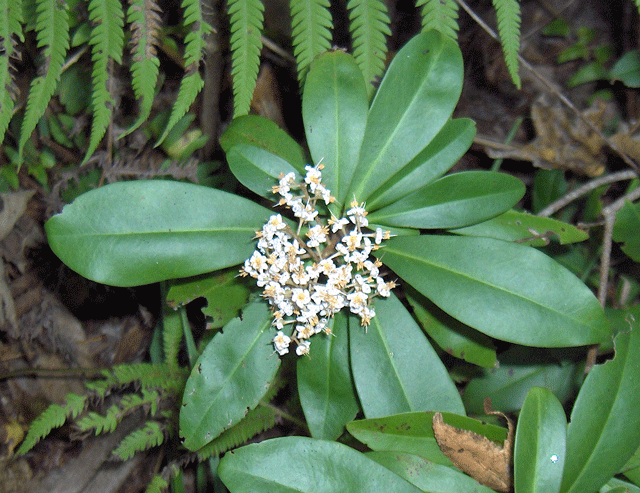